# Paulsen-Gymnasium
Das Paulsen-Gymnasium ist ein drei- und vierzügiges Gymnasium im Berliner Ortsteil Steglitz. Am Paulsen-Gymnasium werden rund 640 Schüler in den Jahrgangsstufen 7 bis 12 unterrichtet. Die Schule ist in einem denkmalgeschützten, von 1906 bis 1908 errichteten Bau untergebracht, der 1958 um eine Turnhalle erweitert wurde.

## Namensgeber

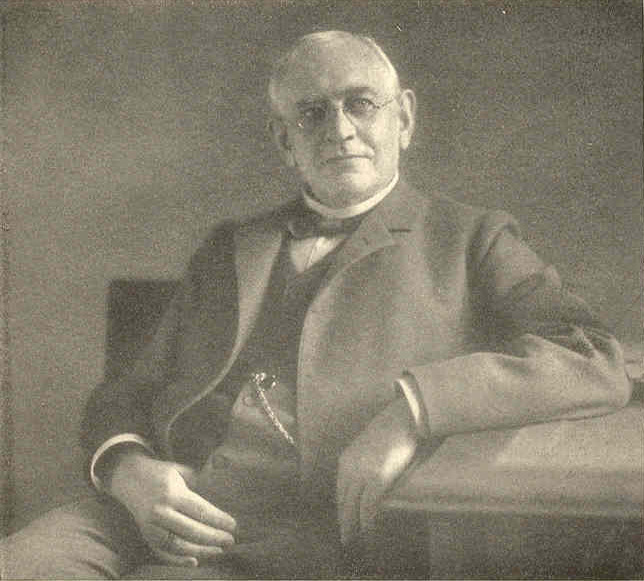
Namensgeber Friedrich Paulsen

Namensgeber der Schule ist der deutsche Pädagoge und Philosoph Friedrich Paulsen, der im Jahr der Schulgründung im Ortsteil Steglitz starb. An der Schule bemühte man sich um die Umsetzung seiner pädagogischen Reformideen. Neben dem Paulsen-Gymnasium in Steglitz existieren noch zwei weitere Schulen mit diesem Namensgeber:
- die Friedrich-Paulsen-Schule in Niebüll
- die Friedrich-Paulsen-Schule in Langenhorn

Heute hat der Namensgeber nur noch wenig Einfluss auf den Schulalltag. 2016 fand eine Gedenkfeier für Friedrich Paulsen auf dem Alten St.-Matthäus-Kirchhof Berlin statt. Die Veranstaltung wurde von Schülern des Paulsen-Gymnasiums musikalisch begleitet, außerdem waren Lehrer und Schüler der Schule anwesend.

## Geschichte

### Architektenwettbewerb
Für den bereits begonnenen Bau des neuen Realgymnasiums in Steglitz, rechtwinklig an der Arndt- und Flemmingstraße, erfolgte im Jahr 1908 ein Wettbewerbsaufruf „Zur Erlangung von Fassadenentwürfen für ein Realgymnasium in Steglitz“. Der Entwurf des Landbauinspektors Martin Herrmann wurde vom Preisgericht zum Ankauf empfohlen.

### Gebäudeerrichtung und Erster Weltkrieg (1908 bis 1918)

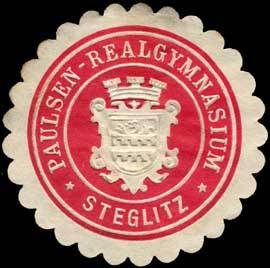
Siegelmarke Paulsen-Realgymnasium Steglitz

Das Paulsen-Gymnasium wurde am 10. November 1908 unter dem Namen Paulsen-Realgymnasium als eine reine Jungenschule eröffnet. Erster Direktor der neugegründeten Schule wurde Georg Pralle, der zuvor Lehrer am Gymnasium Steglitz war. Der Unterricht begann mit fünf Klassen, die von fünf Oberlehrern und einem Zeichenlehrer unterrichtet wurden. Um 1910 wurden ein Schulchor, ein Turn- und ein Schwimmverein gegründet. Von 1914 bis 1918 gab es, wie an den meisten anderen Schulen im Ersten Weltkrieg, die freiwillige Möglichkeit, eine Notreifeprüfung abzulegen, um früher in das Militär eintreten zu können. Etwa 80 Schüler der Paulsen-Schule meldeten sich freiwillig zum Kriegsdienst. Der Schulhof wurde als Exerzierplatz genutzt.

### Weimarer Republik (1918 bis 1933)
Nach dem Tod des Schulleiters Pralle im Jahr 1918 wurde Otto Wolfrum Leiter der Schule. Nachdem dieser 1928 in den Ruhestand getreten war, wurde Walther Dietrich Leiter der Schule. Zur Zeit der Weimarer Republik wurde, wie an vielen Berliner Schulen, erstmals der Einsatz von Schülerselbstverwaltungen, Schülerräten usw. erprobt, die Ähnlichkeit zur heute üblichen Schülervertretung aufweisen. Bestehen blieb allerdings nur ein Schülerausschuss. 1919 wurde ein Elternbeirat gegründet.

### Nationalsozialismus (1933 bis 1945)
1933 wurde nach der Machtübernahme der Nationalsozialisten Max Vanselow neuer Leiter der Schule, der zuvor bereits an der Oberrealschule in Lichterfelde unterrichtet hatte. Das 25-jährige Bestehen der Schule wurde im selben Jahr begangen. Im Jahr 1934 besuchten etwa 540 Schüler die Schule. Im Jahr 1940 wurden rund 800 Schüler von 33 Lehrern unterrichtet. Während des Zweiten Weltkriegs starben fast 250 Schüler und Lehrer des Paulsen-Gymnasiums. Das Schulgebäude wurde während des Krieges stark beschädigt. Am 1. Juni 1945 begann der Unterricht wieder in notdürftig instandgesetzten Räumen.

### Nachkriegsjahre (1950 bis 1960)
1951 waren alle Klassenräume wiederhergestellt, bis 1957 wurde auch die Aula wieder instand gesetzt. Die Zeit nach dem Krieg war geprägt von häufigen Wechseln im Kollegium der Schule. Erster Schulleiter nach dem Krieg wurde Heinrich Deiters. 1946 folgte Direktor Altenberg, 1948 wurde Becker Leiter der Schule. Von 1949 bis 1955 war Werner Bloch Leiter der Schule. Ab 1955 war Hans Frerk Leiter der Schule, der vor dem Krieg an der Oberrealschule in Lichterfelde und am Gymnasium Steglitz unterrichtet hatte. Die Turnhalle der Schule wurde zum 50-jährigen Bestehen der Schule im Jahr 1958 eingeweiht. Seit den 1950er-Jahren wurden im Rahmen der Koedukation in Deutschland auch Mädchen aufgenommen. Ab 1958 war Helmut Dybowski Leiter der Schule.

### Entwicklung seit 1960
Streikaufrufe, schwarze Bretter und Resolutionen prägten während der Zeit der Studentenbewegung in den späten 1960er Jahren den Alltag am Paulsen-Gymnasium. Die kritische Schülerzeitung „Drahtbesen“ durfte auf den Schulgelände nicht vertrieben werden. 1970 wurde Kurt Pfeiffer Schulleiter, 1977 Jordan und 1982 Jobst Werner. In der Nachfolge des „Paulsners“ und des „Interpaulsen-Couriers“ wurde 1986 die Schülerzeitung „The Paulsen Times“ gegründet. Im selben Jahr wurde außerdem der erste Computerraum eingerichtet.
2008 wurde das 100-jährige Bestehen der Schule feierlich begangen. Seit 2009 war Ulrike van Rinsum Schulleiterin des Paulsen-Gymnasiums.
2018 ging Ulrike van Rinsum in den Ruhestand, wodurch der stellvertretende Schulleiter Stefan Kloppe-Langer die Leitung der Schule übernahm.
Seit 1965 bewirtschaftete das Paulsen-Gymnasium ein etwa 6000 Quadratmeter großes Grundstück als Schulgarten. Das Grundstück war allerdings an das Bezirksamt verpachtet. 2010 wurden die Eigentumsverhältnisse geklärt. Auf dem dabei erworbenen Grundstück wurde 2011 die Mensa der Schule errichtet.
Seit Oktober 2016 gibt es wieder eine Schülerzeitung, diesmal unter dem Namen „PaulsenBrot“. Sie wurde mehrfach für den Berliner-Schülerzeitungswettbewerb nominiert. 2021 wurde das „PaulsenBrot“ mit zwei Sonderpreisen ausgezeichnet. 2023 gewann sie zwei weitere Sonderpreise, sowie den Titel der drittbesten Schülerzeitung Berlins in der Kategorie der Gymnasien.

## Architektur und Gelände

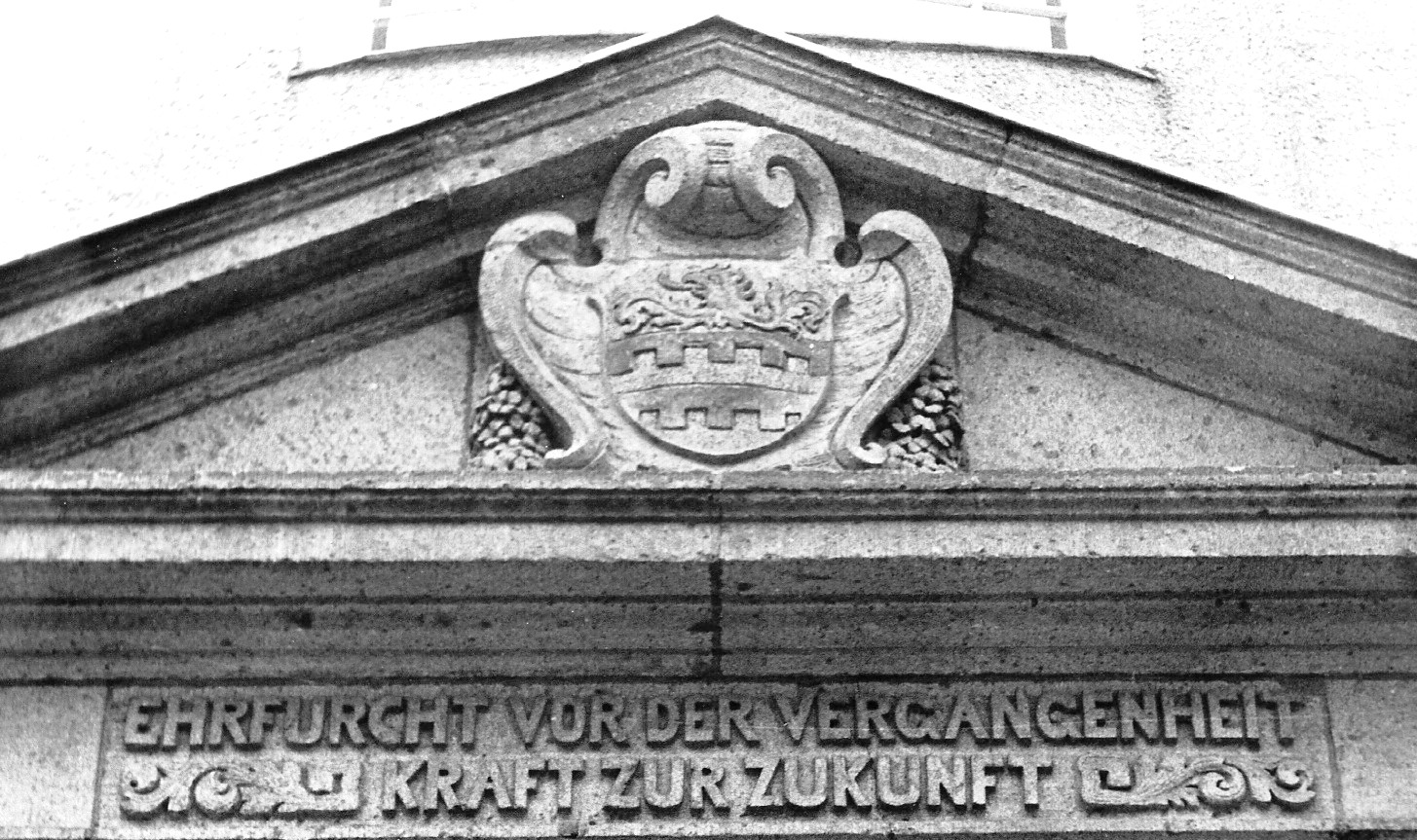
Inschrift über dem Eingang Hofseite mit Steglitzer Wappen 1973

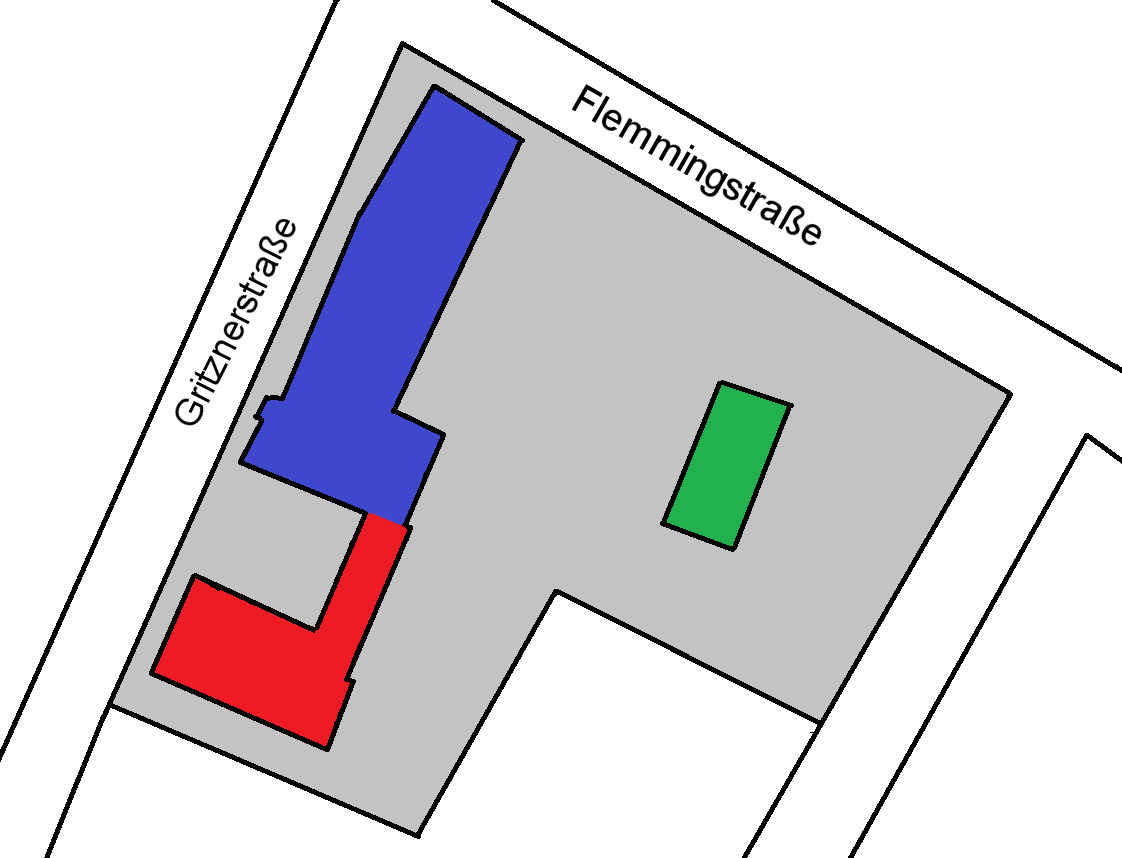
Gebäudeplan des Paulsen-Gymnasiums
Hellgrau: Schulgelände
Blau: Schulgebäude (1908)
Rot: Turnhalle (1958)
Grün: Mensa (2011)

### Schulgebäude
Das Schulgebäude wurde von 1906 bis 1908 errichtet.
Erst im Jahr 1958 wurde eine Turnhalle an den Altbau angeschlossen. Der Altbau des Gebäudes steht unter der Objektdokumentnummer 09065520 in der Denkmaldatenbank des Landes Berlin. In der ZDF-Weihnachtsserie Ron und Tanja (1990) diente es als Kulisse für Rons Schule.

### Gelände
Das gesamte Schulgelände ist etwa 11.000 Quadratmeter groß. Davon sind rund 2.500 Quadratmeter bebaut, die Sportanlagen belegen etwa 1.500 Quadratmeter, und der Schulgarten und der Schulhof umfassen zirka
6.000 Quadratmeter. Große Teile des Schulgartens waren zuerst an das Bezirksamt verpachtet.
Im Jahr 2010 wurden die Eigentumsverhältnisse des Schulgartens mit dem Bezirksamt geklärt, und 2011 wurde dort die Mensa gebaut. Im verbliebenen Teil des Schulgartens werden Kaninchen, Wachteln, Nagetiere und Bienen gehalten.

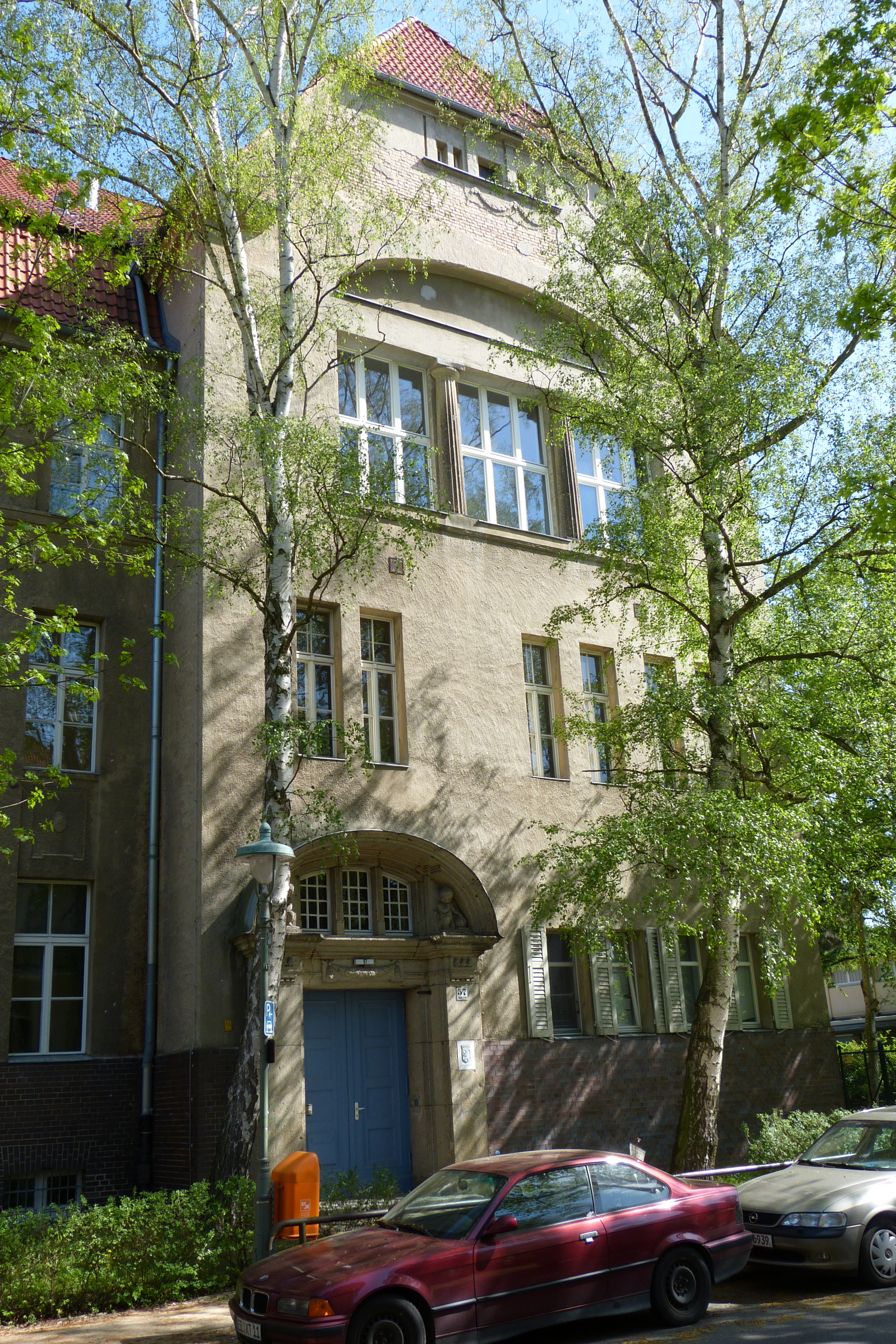
Front des Paulsen-Gymnasiums
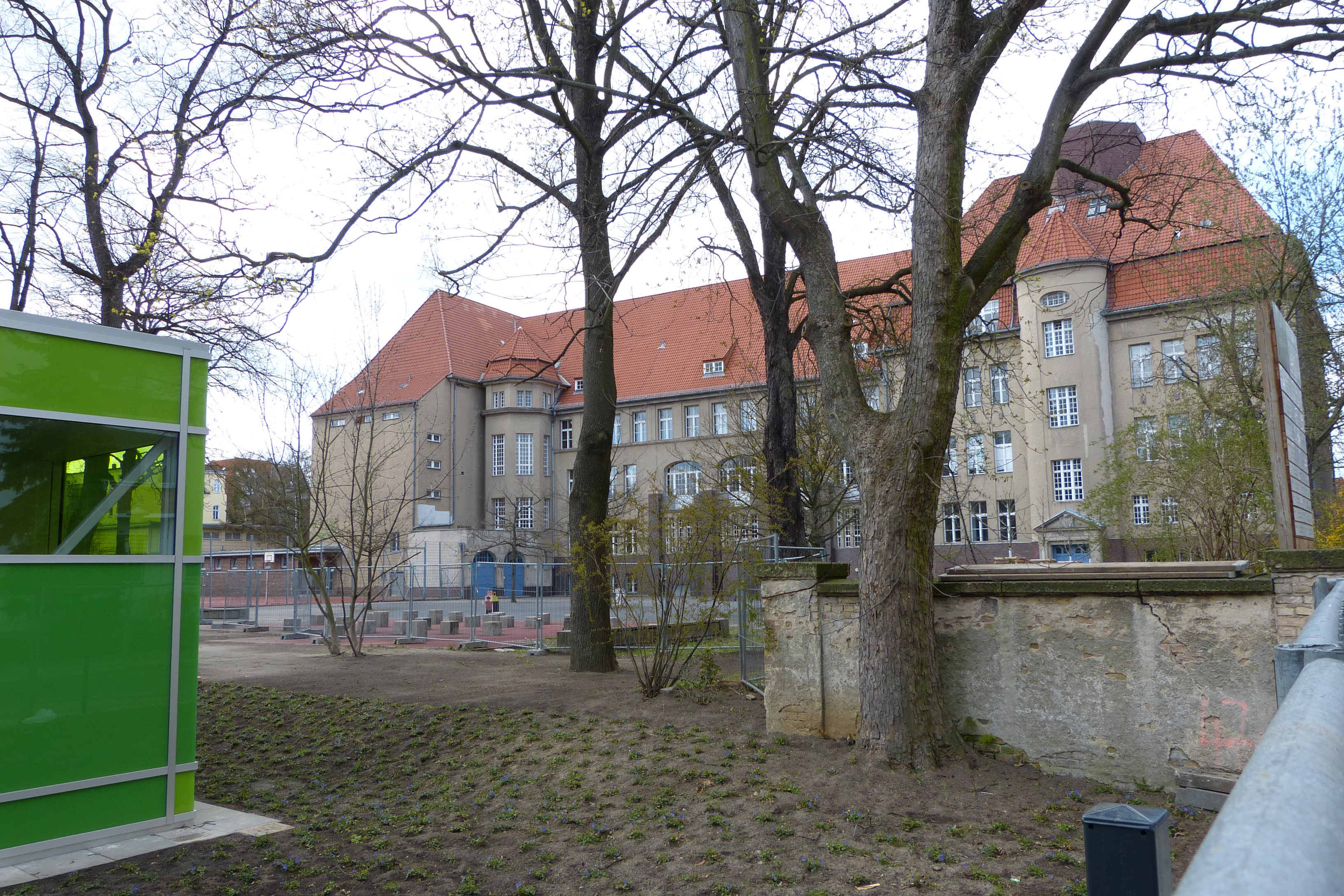
Schulgebäude vom Hof aus gesehen
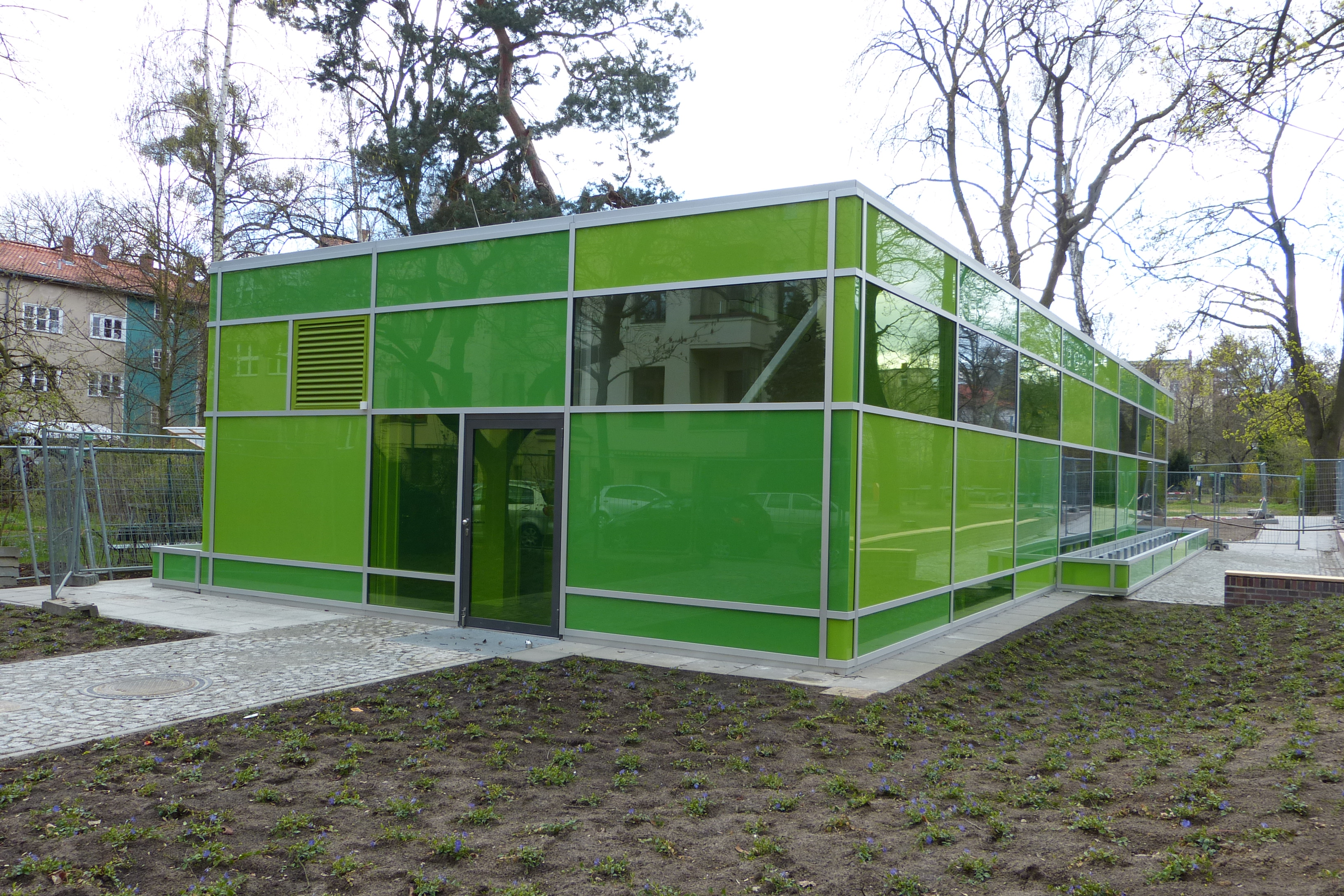
Mensa des Paulsen-Gymnasiums
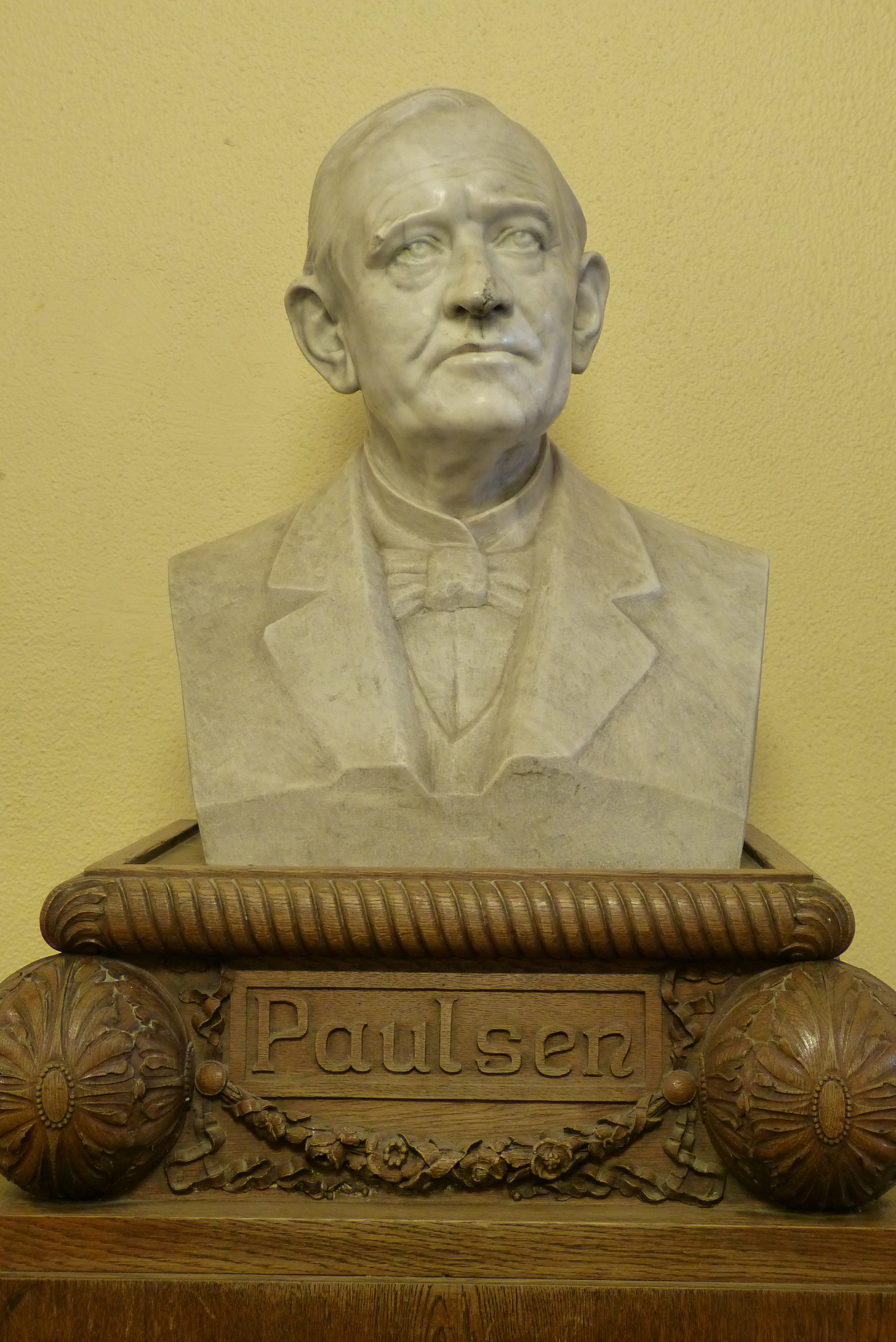
Büste von Friedrich Paulsen, im Eingangsbereich der Schule

## Schulleben

### Schulprofil
Seit dem Schuljahr 2011/12 werden ein allgemeines Profil ohne Schwerpunkt, ein bilinguales Profil mit Schwerpunkt auf Englisch und ein mathematisch-naturwissenschaftliches Profil mit Schwerpunkt auf die Fächer Chemie, Physik, Biologie und Mathematik angeboten. Mit dem allgemeinen Profil ist es möglich, den Schwerpunkt im Nachhinein über die Wahlpflichtfächer zu wählen.
Bei der Wahl des bilingualen Profils wird in den Klassenstufen 7 und 8 das Fach Englisch eine Stunde pro Woche mehr unterrichtet. In den Klassenstufen 9 und 10 werden die Fächer Geographie und Geschichte bilingual auf Deutsch und auf Englisch unterrichtet. In der Oberstufe kann auch das Fach Politikwissenschaft bilingual unterrichtet werden. In der Klassenstufe 8 findet eine Klassenfahrt in das englische Upminster und ein damit verbundener Besuch der Partnerschule in diesem Ort statt. Für das bilinguale Profil gelten spezielle Aufnahmebedingungen. Es muss unter anderem ein Termin für einen Test vereinbart werden, in dem kommunikative Fähigkeiten in Englisch getestet werden.
Bei der Wahl des mathematisch-naturwissenschaftlichen Profils werden die Fächer Chemie, Physik, Biologie und Mathematik mit zusätzlichen Wochenstunden intensiviert. Bei der Wahl der Wahlpflichtfächern haben die Schüler dieses Profils vorrangigen Zugang zu den mathematischen und naturwissenschaftlichen Fächern. Jedoch besteht kein Zwang, ein solches Wahlpflichtfach zu wählen.
Für das mathematisch-naturwissenschaftliche Profil gelten spezielle Aufnahmebedingungen. Es muss unter anderem ein Termin für einen Test vereinbart werden, in dem die Kompetenzen in der Mathematik und den Naturwissenschaften erfasst werden.

### Sprachenfolge
Die erste Fremdsprache ist sowohl für den bilingualen Zweig als auch für die anderen Zweige Englisch. Die zweite Fremdsprache ist ebenfalls verpflichtend. Angeboten werden Französisch und Latein. Als dritte Fremdsprache kann im Rahmen des Wahlpflichtunterrichts in Kooperation mit der Fichtenberg-Schule Spanisch gewählt werden. Im Rahmen der DELF-AG ist es außerdem möglich, das international anerkannte französische DELF-Sprachdiplom zu erwerben.

### Wahlpflichtunterricht
Das Paulsen-Gymnasium bietet ab der 8. Klassenstufe eine Vielzahl von Wahlpflichtfächern an. Aus dem sprachlichen Bereich kann man als dritte Fremdsprache Latein (nur, wenn die zweite Fremdsprache Französisch ist), Französisch (nur, wenn die zweite Fremdsprache Latein ist) oder Spanisch wählen. Aus dem naturwissenschaftlichen Bereich stehen Physik, Tiere und Pflanzen im Schulgarten (in der 8. Klassenstufe), Biologie und Chemie (in der 10. Klassenstufe), Geographie (ab der 8. Klassenstufe) und Geographie und Geschichte (in der 10. Klassenstufe) zur Auswahl. Aus dem technischen Bereich stehen Informatik (in der 10. Klassenstufe) und Erdkunde und Physik mit Schwerpunkt Luftfahrt zur Wahl. Aus dem künstlerischen Bereich stehen Kunst (in der 9. Klassenstufe), Musik (8. und 9. Klassenstufe) und Darstellendes Spiel zur Auswahl.

### Arbeitsgemeinschaften
Das Paulsen-Gymnasium bietet eine Vielzahl von Arbeitsgemeinschaften an, die außerhalb der regulären Schulzeit stattfinden. Für die Pflege des Schulgartens gibt es unter anderem Arbeitsgemeinschaften für die schuleigenen Tiere (so unter anderem eine Imkerei-AG, eine Kaninchen-AG, eine Nagetier-AG, und eine Energiehaus-AG). Aus dem Bereich der Technik gibt es eine Medien- und PC-AG, eine Technische Präsentationsberatungs-AG und eine Elektronik-AG. Aus dem musikalischen und künstlerischen Bereich gibt es eine Big-Band, ein Orchester, einen Chor und einen Elternchor, eine Rap- und Songwriting-AG und eine Theater-AG. Außerdem gibt es an der Schule eine Ruderriege, eine Schülerzeitung-AG und eine DELF-AG, die auf das international anerkannte französische DELF-Sprachdiplom vorbereitet.

### Veranstaltungen
Die folgende Liste führt eine Reihe von Veranstaltungen auf, die in regelmäßigen Abständen am Paulsen-Gymnasium stattfinden:
- jährliches Sommerfest
- jährliches Sportfest
- Weihnachtsfeier mit Kirchgang (freiwillig)
- Lateinfest (alle zwei Jahre)

### Lehrer- und Schülerzahl
Im Schuljahr 2016/2017 besuchten 641 Schüler die Schule. Davon besaßen 60 Schüler nicht die deutsche Staatsangehörigkeit, und 102 Schüler waren nichtdeutscher Herkunftssprache. 482 Schüler hatten ihren Wohnsitz im Bezirk Steglitz-Zehlendorf, weitere 128 in den angrenzenden Bezirken Spandau, Tempelhof-Schöneberg und Charlottenburg-Wilmersdorf. 27 Schüler hatten ihren Wohnsitz in anderen Bezirken Berlins und vier Schüler außerhalb Berlins.
| Schuljahr | Lehrer | Schüler |
| --------- | ------ | ------- |
| 2001/2002 |        | 493     |
| 2002/2003 |        | 518     |
| 2003/2004 | 49     | 538     |
| 2004/2005 | 47     | 572     |
| 2005/2006 | 49     | 577     |
| 2006/2007 | 46     | 617     |
| 2007/2008 | 54     | 620     |
| 2008/2009 | 49     | 575     |
| 2009/2010 | 49     | 602     |
| 2010/2011 | 50     | 613     |
| 2011/2012 | 57     | 641     |
| 2012/2013 | 57     | 593     |
| 2013/2014 | 56     | 613     |
| 2014/2015 | 61     | 598     |
| 2015/2016 | 59     | 576     |
| 2016/2017 | 62     | 641     |

Quelle: Schulverzeichnis Berliner Schulen

### Schulleiter
| - 1908–1918: Dr. Georg Pralle - 1919–1928: Otto Wolfrum - 1928–1933: Walther Dietrich - 1933–1945: Max Vanselow - 1945–1946: Dr. Heinrich Deiters - 1946–1948: Dr. Paul Altenberg - 1948–1949: Dr. Rudolf Becker - 1949–1955: Dr. Werner Bloch | - 1955–1958: Hans Frerk - 1958–1970: Helmut Dybowski - 1970–1977: Kurt Pfeiffer - 1977–1982: Gerhard Jordan - 1982–2008: Jobst Werner - 2009–2018: Ulrike van Rinsum - seit 2018: Stefan Kloppe-Langer |

## Öffentlichkeitsarbeit

### Zusammenarbeit
Seit 1984 kooperiert das Paulsen-Gymnasium mit der Fichtenberg-Oberschule in der Rothenburgstraße. Seit 1985 besteht außerdem eine Kooperation mit der Hall Mead School im englischen Upminster. Außerdem unterhält die Schule Kooperationen mit dem Wannseeforum und der Segelflugschule in Lübeck.

### Förderverein
Der Förderverein des Paulsen-Gymnasiums besteht seit den 1960er-Jahren. Er unterstützt unter anderem den Schulgarten, die Arbeitsgemeinschaften und Renovierungsmaßnahmen am Schulgebäude.

## Persönlichkeiten

### Bekannte Schüler
- Klaus Schütz (1926–2012), Politiker (SPD), ehemaliger Regierender Bürgermeister von Berlin
- Franz Servatius Bruinier (1905–1928), Komponist

### Bekannte Lehrer
- Heinrich Deiters (1887–1966), Pädagoge, Schulleiter 1945–1946
- Roland Sprague (1894–1967), Mathematiker, Studienassessor 1922–1924
- Victor Herold (1890–1956), Historiker, Lehrer ab 1942
- Werner Bloch (1890–1973), Politiker (SPD), Schulleiter 1949–1955
- Arno Bergmann (1934–2020), Mathematiker, Musikpädagoge und Komponist